# Bequimão
Bequimão là một đô thị thuộc bang Maranhão, Brasil. Đô thị này có diện tích 768,957 km², dân số năm 2007 là 20038 người, mật độ 26,06 người/km².